# Pierre De Wit
Pierre Marcel De Wit (Colonia, 9 novembre 1984) è un ex calciatore tedesco, centrocampista.

## Palmarès

### Club

#### Competizioni nazionali
- Campionato tedesco di seconda divisione: 1

Kaiserslautern: 2009-2010